# Čtyři posvátné hory buddhismu

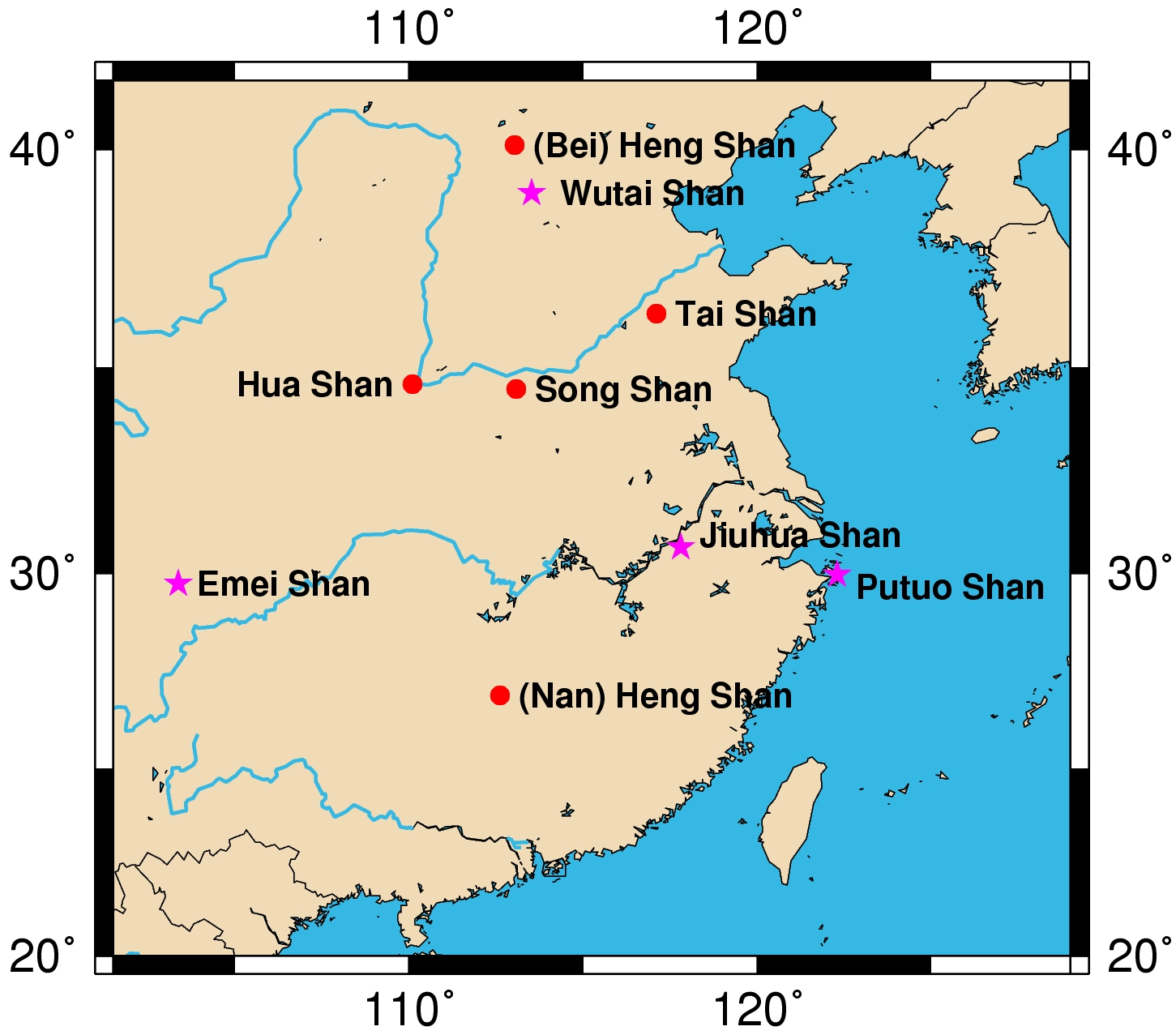
Mapa posvátných hor Číny – fialové hvězdy označují Čtyři posvátné hory buddhismu

Čtyři posvátné hory buddhismu (čínsky 四大佛教名山, pchin-jinem Sìdà fójiào míngshān, v české transkripci S’-ta-fo-ťiao-ming-šan) je souhrnný název čtyř posvátných hor buddhismu v Číně. Čtyři posvátné hory buddhismu jsou cílem buddhistických poutníků.
Mezi Čtyři posvátné hory buddhismu patří:
- Wu-tchaj-šan, 3058 m, 39°1′50″ s. š., 113°33′48″ v. d.
- E-mej-šan, 3099 m, 29°31′11″ s. š., 103°19′57″ v. d.
- Ťiou-chua-šan, 1341 m, 30°28′56″ s. š., 117°48′16″ v. d. a
- Pchu-tchuo-šan, 284 m, 30°0′41″ s. š., 122°23′11″ v. d..